# Nationale Union (Portugal)
Die Nationale Union (portugiesisch União Nacional, UN) war die Einheitspartei des portugiesischen Estado-Novo-Regimes.
Die Partei wurde 1930 während der Ditadura Nacional (deutsch Nationale Diktatur) gegründet. Offiziell war es keine politische Partei, sondern eine „Organisation der Einheit aller Portugiesen“. Von 1934 bis 1973 gewann sie bei allen Parlamentswahlen stets alle Sitze der Assembleia da República.
1970, zwei Jahre nachdem Marcelo Caetano António de Oliveira Salazar als Parteichef gefolgt war, wurde der Parteiname in Acção Nacional Popular („Nationale Volksaktion“) abgeändert. Die Partei wurde nach der Nelkenrevolution 1974 aufgelöst.

## Wahlergebnisse
| Jahr | Stimmen   | Prozent | Sitze   | Führer                      |
| ---- | --------- | ------- | ------- | --------------------------- |
| 1934 | 476.706   | 100 %   | 100/100 | António de Oliveira Salazar |
| 1938 | 694.290   | 100 %   | 100/100 | António de Oliveira Salazar |
| 1942 | 758.215   | 100 %   | 100/100 | António de Oliveira Salazar |
| 1945 | unbekannt | 100 %   | 120/120 | António de Oliveira Salazar |
| 1953 | unbekannt | 100 %   | 120/120 | António de Oliveira Salazar |
| 1957 | unbekannt | 100 %   | 120/120 | António de Oliveira Salazar |
| 1961 | 973.997   | 100 %   | 130/130 | António de Oliveira Salazar |
| 1965 | unbekannt | 100 %   | 130/130 | António de Oliveira Salazar |
| 1969 | 981.263   | 87,99 % | 130/130 | Marcelo Caetano             |
| 1973 | 1.393.294 | 100 %   | 150/150 | Marcelo Caetano             |